# 青森放送
青森放送株式會社（日语：／ Aomori Hōsō */?），通稱青森放送、RAB（取自其開播初期的英文名Radio Aomori Broadcasting），是日本的一家以青森縣為播出範圍的廣電兼營局。青森放送的廣播服務開始於1953年10月12日，為JRN和NRN聯播網成員，識別呼號是JOGR。電視服務開始於1959年10月1日，為NNN及NNS聯播網成員，識別呼號是JOGR-DTV，遙控器號碼是1頻道。

## 資本構成
下表列出2020年3月31日時青森放送的主要股東：
| 資本金        | 每股價值 | 發行股份總數 | 股東數 |
| ------------- | -------- | ------------ | ------ |
| 1億5000萬日元 | 500日元  | 300,000股    | 740    |

| 股東                         | 持股數   | 比例  |
| ---------------------------- | -------- | ----- |
| 東奧日報社                   | 18,860股 | 6.29% |
| 青森銀行                     | 15,000股 | 5.00% |
| 陸奧銀行                     | 15,000股 | 5.00% |
| 青森縣市町村職員退職補貼組合 | 15,000股 | 5.00% |
| RAB映像                      | 13,720股 | 4.57% |
| 北方商事                     | 11,050股 | 3.68% |
| 寶來商事                     | 11,030株 | 3.68% |
| 奈良安貴                     | 11,000株 | 3.67% |
| 青森放送從業員持株會         | 06,510股 | 2.17% |
| 大川多津子                   | 06,150股 | 2.05% |

## 歷史
1947年12月，青森縣內即有業者試圖設立民營廣播公司，但成為現實則是在1950年「電波三法」（《電波法》、《放送法》、《電波監理委員會設置法》）通過之後的事情:22。當時青森縣內民營廣播執照的爭奪主要在青森縣地方報東奧日報社的「東奧電台」（ラジオ東奥）和仙台資本的「東北放送」之間展開:22-23。1953年4月，東奧電台和東北放送兩者和解，東北放送取消申請獲得青森縣的廣播執照，兩者進行全面合作:26。同年8月，東奧電台獲得播出執照:27。9月26日，東奧電台改名青森電台（ラジオ青森），舉辦創立總會:27，同時設立東京分公司和大阪分公司，開拓廣告業務:31。9月29日，青森電台進行試播:30。
1953年10月12日早晨6時，青森電台正式開始播出廣播節目:20。開播當時青森電台的電波覆蓋範圍包括青森縣大部分地區（八戶市等東南部地區和深浦町等西南部除外），以及北海道南部的函館市、松前町等地:31。在開播第二年，雖然青森電台出現265萬日元的虧損，但仍然投資修建八戶放送局，令八戶市亦能收聽到青森電台的節目:35。同年青森電台還通過公開募集的方式制定了「青森電台之歌」:35。1955年7月，青森電台實現了開播時訂下的月營業額超過500萬日元的目標:36。翌月青森電台啟用了第二代商標:36-37。1956年弘前放送局的設立宣告青森電台的電波得以覆蓋青森全縣:39。據青森縣政府在1957年2月時的調查，青森電台佔據青森市內收聽份額的76.2%，遙遙領先NHK第1廣播的21%:41。
青森電台自1955年8月即開始準備播出電視，並在1957年10月獲得電視播出執照，1959年9月14日開始試播，10月1日正式開始播出電視節目:44。青森電台電視部門最初有意加入東京放送的聯播網，但由於在開播之前發現日本電視台開出的條件更加有利，因此在開播前夕的9月25日決定加入日本電視台的聯播網:44。1960年，青森電台電視在八戶市設立了轉播站，大幅改善青森縣南部的電視收視狀況，並於同年開始在晨間播出電視節目:46。
為反映電視業務快速發展的現況，青森電台於1961年10月將公司名稱改為青森放送:50。1963年，青森放送會長竹內俊吉當選青森縣知事:54。為了紀念電視開播5週年，青森放送中1964年舉辦了「蘋果花祭」（りんご花まつり）。該活動持續舉辦了18年:56。1965年，青森放送的廣播部門加入JRN和NRN聯播網，大幅降低了廣播節目的調達成本:59。
青森放送在1966年開始播出彩色電視節目:60，並在1970年5月實現全天電視零中斷播出:46。1967年，青森放送開始修建新總部，並在同年10月12日竣工。該建築共有3層，總樓面面積3,000平方公尺。1層設有電視攝影棚、2層和3層設有事務部門的辦公空間:62。1973年5月至12月，青森放送總部進行了擴建:76。1980年至1981年期間，青森放送再次對總部進行擴建，新設了4層及5層，總樓面面積增加到11,654平方公尺:96。同時青森放送還新建了3層高的厚生會館，用於員工食堂等用途:94。
1968年，青森放送啟用了現行商標:65。青森放送中在1972年成立了RAB開發公司，試圖進行事業多樣化，開拓廣告以外收入:74。翌年青森放送實施了完全週休二日制:77。為了擴充電視節目來源，青森放送中1975年成為NET電視台聯播網ANN的準會員，聯播部分NET電視台的節目:80。但在1991年，青森放送退出ANN，只播出NNN的新聞節目:117。在開播25週年的1978年，青森放送的年營業額增加到44.62億日元:86。
1980年代初期，隨著ENG系統的導入，青森放送的新聞製作效率有了飛躍性提升:97。青森放送在1983年播出五所川原市市長貪污的獨家新聞還獲得了NNN年間獎勵賞:98。1990年，青森放送新聞中心完工，令報道部門得以和新聞攝影棚無縫對接:112。青森放送在1991年民放聯賞上獲得7各獎項，和日本電視台並列這一年獲獎最多的電視台:116。1992年度，青森放送的營業額創下90.8356億日元的迄今最高記錄:118。
自1989年Video Research在青森縣開始進行收視率調查以來，青森放送即持續保有收視率三冠王:40。1996年開始，青森縣的收視率調查方式從記述式改為機械式，但這也未動搖青森放送的三冠王地位:128。1998年4月，青森放送開設了官方網站:131。
青森放送在開播50週年的2003年啟用了以蘋果和愛心為設計概念的吉祥物:142。這一年青森放送還舉辦了一系列大型活動，紀念開播50週年，其中包括每年在青森市的青海公園舉辦至今的RAB祭（RABまつり）:144-145。2004年，青森放送開始和青森縣內的其他電視台共同建設數位電視訊號發射站:21，並在兩年後的2006年7月1日開始播出數位電視訊號:24-25。開播55週年的2008年，青森放送和東奧日報社耗資7,700萬日元，共同舉辦「人體的不思議展」，吸引超過17萬人參觀，創下青森縣美術館最多參觀人數記錄:28。2011年7月24日，青森放送停止播出類比電視訊號:35。2014年，青森放送和青森縣政府共同開展「元氣！長壽！青森縣」活動，在自製節目中普及健康知識，希望能讓青森縣摘掉「短命縣」這一不名譽稱號:40。同年青森放送的廣播部門還加入了網路電台服務radiko，聽眾在網路上亦能收聽青森放送的廣播節目:41。2017年，RAB祭的參加人數創出10.75萬人的新高:46。

## 廣播部門
青森電台在開播初期的節目以農業節目和新聞節目為主:32-33。由於青森縣當時約61%人口從事農業，因此青森電台曾播出過《新水稻種植法》、《新蘋果種植法》等獨特節目，獲得農民好評:38-39。在開播翌年，青森電台就達成在民營電台中率先播出洞爺丸事故新聞的壯舉，並且收聽率也超過了NHK:34-35。
電視普及之後，為了開拓新聽眾，青森放送的廣播部門在1971年實現了週一以外的每天24小時播出:72。翌年青森放送廣播還開設了帶狀資訊節目《青森TODAY》，介紹來自聽眾的實用資訊:75。青森放送廣播在1989年8月開始播出的《週六和大友壽郎的夢廣播》是從週六早上7時播出至傍晚17時145分的長達10小時45分的超大型直播節目，也是日本播出時間最長的廣播節目:110。該節目在2012年播畢，是播出長達24年的長壽節目:36。2000年開始，青森放送廣播部門開始播出廣播版的《RAB新聞雷達》（後述）:135。

## 電視部門
青森電台的電視部門自開播時就每天在傍晚和夜間播出兩次5分的新聞節目，並自1960年開始在晨間亦播出新聞，且將晚間的新聞延長至10分:47。1970年4月，青森放送開始播出《RAB新聞雷達》。該節目是日本地方電視台的首個大型帶狀彩色直播新聞節目:68。1977年，該節目的播出時間從早晨改為傍晚18時，時長從60分改為30分:84。1999年開始，《RAB新聞雷達》實現了廣播及電視同步直播。這一時期的《RAB新聞雷達》平均收視率達25.4%，遙遙領先同時段的其他節目:132。《RAB新聞雷達》在2014年度的平均收視率達21.5%，是日本收視率最高的地方新聞節目:40。此外在2004年，青森放送導入了日本地方電視台的首個虛擬攝影棚，並將其用於新聞節目:20-21。
1995年開始，青森放送在週一至週五午後播出帶狀資訊節目《相識交流直播電視！》（出会いふれあい生テレビ!），在開播翌年取得平均11%的收視率，超過其他各台:124。現在青森放送在每週五午後播出一小時的自製資訊節目《ZIP!FRIDAY》。
青森放送亦積極轉播青森本地的體育賽事及大型活動。自1988年開始，青森放送從第一輪賽事全程轉播全國高等學校棒球錦標賽在青森縣內的預選賽:108。1993年，為紀念開播40週年，青森放送舉辦第一屆青森縣民驛傳競走大會，並進行全程直播，獲得61%的平均收視率:120。

## 註释
1. ↑  「三冠」指全日（6:00-24:00）、黃金時間（19:00-22:00）、晚間時段（19:00-23:00）三個時段皆獲得收視率第一。

## 外部連結
- RAB青森放送 （页面存档备份，存于） - 官方網站
  - RAB青森放送的X（前Twitter）
  - RAB青森放送的Facebook專頁
  - YouTube上的RAB青森放送頻道